# Love My Life (singolo)
Love My Life è un singolo del cantante inglese Robbie Williams, pubblicato nell'ottobre del 2016 ed estratto dall'album The Heavy Entertainment Show.

## Classifiche
La canzone ha raggiunto la posizione #22 della classifica del Regno Unito, e la #64 della classifica ufficiale italiana dei singoli FIMI.

## Video musicale
Il video musicale mostra Williams su una spiaggia circondato da giornaliste che lo filmano.